# Ołeksandr Bokariew
Ołeksandr Petrowycz Bokariew, ukr. Олександр Петрович Бокарєв, ros. Александр Петрович Бокарев, Aleksandr Pietrowicz Bokariew (ur. 5 kwietnia 1969 w Krzywym Rogu) – ukraiński piłkarz, grający na pozycji bramkarza.

## Kariera piłkarska

### Kariera klubowa
Wychowanek Szkoły Piłkarskiej Krywbas Krzywy Róg. Pierwszy trener K.Jaszkin. W 1991 rozpoczął karierę piłkarską w klubie Kremiń Krzemieńczuk. W następnym sezonie rozegrał 2 mecze w amatorskim zespole Wuhłyk Dymytrow. Podczas przerwy zimowej sezonu 1992/93 został zaproszony do Ewisu Mikołajów, skąd był wypożyczony do Naftochimika Krzemieńczuk. W sezonie 1994/95 bronił barw SK Odessa, po czym odszedł do Polihraftechniki Oleksandria. Na początku 1996 wyjechał do Rosji, gdzie został piłkarzem Sokoła Saratów. Jednak nie rozegrał żadnego meczu i w następnym roku przeniósł się do Kazachstanu, gdzie występował w klubach Tomiris Szymkent i Access-Jesil Petropawł. Latem 2000 powrócił do Ukrainy i zasilił skład Polissia Żytomierz. Podczas przerwy zimowej sezonu 2000/01 przeniósł się do mołdawskiego Sheriffa Tyraspol. Po roku występów powrócił do Ukrainy i następnie grał w amatorskim zespole KZEZO Kachowka. Na początku 2003 został zaproszony do Krywbasa Krzywy Róg jako bramkarz rezerwowy. Nie rozegrał żadnego meczu i w końcu roku zakończył karierę piłkarską.

## Sukcesy i odznaczenia

### Sukcesy klubowe
- mistrz Mołdawii: 2001, 2002
- wicemistrz Kazachstanu: 1999, 2000
- zdobywca Pucharu Mołdawii: 2001
- finalista Pucharu Kazachstanu: 2000